# Dysstroma inumbrata
Dysstroma inumbrata är en fjärilsart som beskrevs av Müller 1931. Dysstroma inumbrata ingår i släktet Dysstroma och familjen mätare. Inga underarter finns listade i Catalogue of Life.